# Paolo Pellegrin
Paolo Pellegrin (Roma, 11 marzo 1964) è un fotografo italiano, legato alla nota agenzia internazionale Magnum Photos dal 2001 e membro effettivo della stessa dal 2005.

## Biografia
Nato a Roma nel 1964, frequenta inizialmente la Facoltà di Architettura all'Università della Sapienza, ma abbandona gli studi senza conseguire la laurea durante il terzo anno di corso.Riconosciuto come uno dei maggiori fotoreporter di guerra collabora con testate giornalistiche quali Newsweek e New York Times magazine. È stato insignito di numerosi premi, tra cui la Robert Capa Gold Medal (2006), lo Eugene Smith Grant in Humanistic Photography (2006), l'Olivier Rebbot for Best Feature Photography (2004), la Leica Medal of Excellence (2001), undici World Press Photo tra il 1995 e il 2018.

## Opere
- Paolo Pellegrin, Le donne nella Chiesa: l'altra croce, in Paolo Ojetti, Ferruccio Pinotti, Guido Gerosa et al., Il premier Ratzinger, Illustrazioni di Giuseppe Scalarini, Milano, RCS Periodici, 2009.